# Helen Gaskell
Helen Gaskell (16 de enero de 1983) es una deportista británica que compitió en ciclismo de montaña en la disciplina de descenso. Ganó una medalla de bronce en el Campeonato Europeo de Ciclismo de Montaña de 2006.

## Palmarés internacional
| Campeonato Europeo | Campeonato Europeo    | Campeonato Europeo | Campeonato Europeo |
| Año                | Lugar                 | Medalla            | Competición        |
| ------------------ | --------------------- | ------------------ | ------------------ |
| 2006               | Commezzadura (Italia) | Medalla de bronce  | Descenso           |